# Женис (Ордабасинский район)
Женис (каз. Жеңіс) — село в Ордабасинском районе Туркестанской области Казахстана. Административный центр Женисского сельского округа. Код КАТО — 514639100.

## Население
В 1999 году население села составляло 2020 человек (1055 мужчин и 965 женщин). По данным переписи 2009 года, в селе проживало 2168 человек (1104 мужчины и 1064 женщины).